# 伊利亞·亞歷山德羅維奇·穆辛
伊利亞·亞歷山德羅維奇·穆辛（俄语：Илья Александрович Мусин，羅馬化：Ilya Aleksandrovich Musin，1904年1月6日—1999年6月6日），俄罗斯指挥家、音乐理论家。 

## 生平
穆辛出生于科斯特罗马，跟随尼科莱·安德烈耶维奇·马尔科与亚历山大·瓦西里耶维奇·高克学习指挥。1934年，穆辛成为列宁格勒爱乐乐团指挥弗里茨·施蒂德里的助手。随后，他被任命为白俄罗斯国家交响乐团的指挥。由于拒绝加入苏联共产党，穆辛的指挥生涯短暂中断，开始转向教学并成立了列宁格勒管弦乐指挥学校。二战期间，穆辛主要在乌兹别克斯坦首都塔什干活动。1942年6月22日，为纪念纳粹德国入侵蘇聯一周年，穆辛指挥了肖斯塔科维奇的第七交响曲。 
1932年起穆辛任教于列宁格勒音乐学院，留下了许多指挥理论的著作，并教授了一大批指挥家，包括巴尔沙伊、毕契科夫、捷米尔卡诺夫、格吉耶夫、库伦齐斯等等。 